# Torneo de Ningbo
El Torneo de Ningbo o Ningbo Open  es un torneo tenis profesional femenino celebrado en Ningbo, China, desde 2010. El evento forma parte del  WTA 500  y se juega al aire libre en canchas duras.

## Campeonas

### Individuales
| Años               | Campeona                | Subcampeona             | Resultado               |
| ------------------ | ----------------------- | ----------------------- | ----------------------- |
| ↑ ITF 100K event ↑ |                         |                         |                         |
| 2010               | Alberta Brianti         | Magdaléna Rybáriková    | 6-4, 6-4                |
| 2011               | Anastasiya Yakimova     | Erika Sema              | 7-6(3), 6-3             |
| 2012               | Su-Wei Hsieh            | Shuai Zhang             | 6-2, 6-2                |
| ↑ WTA $125,000 ↑   |                         |                         |                         |
| 2013               | Bojana Jovanovski       | Shuai Zhang             | 6-7(7), 6-4, 6-1        |
| 2014               | Magda Linette           | Qiang Wang              | 3-6, 7-5, 6-1           |
| 2015– 2022         | No se realizó el torneo | No se realizó el torneo | No se realizó el torneo |
| ↓ WTA 250 ↓        |                         |                         |                         |
| 2023               | Ons Jabeur              | Diana Shnaider          | 6-2, 6-1                |
| ↓ WTA 500 ↓        |                         |                         |                         |
| 2024               | Daria Kasátkina         | Mirra Andreeva          | 6-0, 4-6, 6,4           |

### Dobles
| Años               | Campeonas                      | Subcampeonas                        | Resultado               |
| ------------------ | ------------------------------ | ----------------------------------- | ----------------------- |
| ↑ ITF 100K event ↑ |                                |                                     |                         |
| 2010               | Chan Chin-wei Chen Yi          | Jill Craybas Olga Savchuk           | 6-3, 3-6, [10-8]        |
| 2011               | Tetiana Luzhanska Saisai Zheng | Chan Chin-wei Han Xinyun            | 6-4, 5-7, [10-4]        |
| 2012               | Shuko Aoyama Kai-Chen Chang    | Tetiana Luzhanska Saisai Zheng      | 6-2, 7-5                |
| ↑ WTA $125,000 ↑   |                                |                                     |                         |
| 2013               | Yung-Jan Chan Shuai Zhang      | Irina Buryachok Oksana Kaláshnikova | 6-2, 6-1                |
| 2014               | Arina Rodionova Olga Savchuk   | Han Xinyun Zhang Kai-Lin            | 4-6, 7-6(2), [10-6]     |
| 2015– 2022         | No se realizó el torneo        | No se realizó el torneo             | No se realizó el torneo |
| ↓ WTA 250 ↓        |                                |                                     |                         |
| 2023               | Laura Siegemund Vera Zvonareva | Guo Hanyu Jiang Xinyu               | 4-6, 6-3, [10-5]        |
| ↓ WTA 500 ↓        |                                |                                     |                         |
| 2024               | Demi Schuurs Yuan Yue          | Nicole Melichar Ellen Perez         | 6-3, 6-3                |